# Marina Fernandez (actrice)
Marina Fernandez ou Marina Vucic est une actrice croate née le 19 juin 1981 à Split, en Croatie,.

## Filmographie

### Séries télévisées
- 2007 : Morangos com Açúcar (6 épisodes) : Dolores
- 2008-2009 : Podia Acabar o Mundo (pt) : Ligia
- 2009 : Perfeito Coração (pt) (2 épisodes)
- 2010 : Mar de Paixão (pt) (2 épisodes)
- 2011 : Pai à Força (pt) (1 épisode) : Sonia
- 2012-2013 : Ruza vjetrova (en)[4],[5],[6] (155 épisodes) : Marija Mrcela
- 2014 : Sol de Inverno (en) (2 épisodes)
- 2018 : Pocivali u miru (sh) (1 épisode) : Barbara
- 2018-2020 : Onde Está Elisa? (pt) (145 épisodes) : Elena Zagoruychenko
- 2020 : Strike Back (1 épisode) : Avocate
- 2024-2025 : Sjene proslosti (en)[7] (137 épisodes) : Olga Vidovic

## Titres musicaux
- VOLJET ĆU TE PONOVO SUTRA[8]